# Nicole Brändli
Nicole Brändli, född 18 juni 1979, är en före detta professionell tävlingscyklist från Schweiz. Hon har vunnit Giro d'Italia Femminile tre gånger under sin karriär. Nicole Brändli var professionell cyklist mellan 1999 och 2009.
Hon deltog i olympiska sommarspelen 2000, 2004 och 2008.

## Meriter
2001
Giro d'Italia Femminile
2 etappsegrar (etapp 11 och 12)
2002
2:a, Världsmästerskapen - linjelopp
2003
Giro d'Italia Femminile
2005
Giro d'Italia Femminile
Etappsegrar på prologen, etapp 1 och 7
2006
GP de Plouay
3:a, Emakumeen Bira
2:a, Giro d'Italia Femminile
2007
3:a, Emakumeen Bira
2:a, Giro d'Italia Femminile
1 etappseger (etapp 1)
2009
3:a, Giro d'Italia Femminile